# やきそばかおる
やきそばかおるは、山口県山陽小野田市出身のライター・構成作家・動物写真家・動物園愛好家。本名は溝部修。肩書きは、作家・動物写真家・ライター、昭和歌謡番組手書きタイトル研究家、フリーペーパーブランド「フリフリ」主宰、キュレーターなど、多岐にわたる。元ハガキ職人。

## 来歴
1975年の出生で、大学で心理学を専攻した後に、テレビ番組のアシスタントディレクターなどを経て25歳で上京。上京後は、文化放送が運営する「放送作家塾」や、浅井企画が主宰するコント作家の養成セミナーに通っていた。
2001年からは、「放送作家」として5年ほど活動。文化放送の「放送作家塾」で講師を務めていた在京テレビ局のプロデューサーからの勧めで音楽番組の構成とリサーチを任されたことを足掛かりに、バラエティ番組の構成や、だいたひかるなどの芸人のネタ作りにも関わっていた。ちなみに、だいたは「やきそばのアイデアを基に練った」というネタを第1回（2002年）『R-1ぐらんぷり』の決勝で披露したところ、「R-1ぐらんぷり」の初代チャンピオンになった。
本人曰く「高田純次の大ファン」で、高田へのインタビューを『テレビブロス』（東京ニュース通信社）向けの特集企画で担当したことを機に、活動の軸足を出版業界へ移行。移行後は、「フリーライター」や「コラムニスト」という肩書での執筆活動にとどまらず、ネットアニメの脚本やプロダクトデザインなどにも携わっている。
山口県内の実家が近隣県（福岡県・広島県・大分県・愛媛県など）のラジオ局の番組や在京ラジオ局の深夜番組を地上波（遠距離受信）で聴取できる環境にあったことなどから、日本各地で放送されるラジオ番組の事情に詳しい。『テレビブロス』の編集部から高田へのインタビューを任されたきっかけも、高田によるラジオ番組の発言を『高田純次発言集』という私設のホームページでまとめていたことにある。このページは、バラエティ番組のスタッフ会議で「資料」として出回るなど、メディアの関係者から大きな反響を呼んでいたという。2018年の時点では、ラジオの受信機を6台保有。ラジオに関する特集を『BRUTUS』（マガジンハウス）で手掛けてからは、「ラジオ好き」であることを公言している。日本民間放送連盟の定期刊行物でも、ラジオに関する署名原稿を随時執筆。同連盟の編纂によってコーケン出版から毎年刊行される『日本民間放送年鑑』では、2017年（2018年刊行）版からラジオ番組に関する項目の執筆を任されている。また、他の媒体で執筆するコラムや、ゲストで出演する番組・イベントで「ラジオコラムニスト」や「ラジオレコメンダー」という肩書を用いることがある。
その一方で、キリンが「カメラ目線」を示した瞬間の写真を動物園で偶然撮影できたことをきっかけに、『カメラ目線写真:動物チラリズム』と称するブログを2006年6月から開設。北海道から沖縄県に至るまで、日本国内の動物園を週に1ヶ所のペースで訪れては、園内で公開されている動物の「カメラ目線」がうかがえる表情を写真に収めてきた。このような撮影を目的に訪れた動物園の総数は90ヶ所以上で、2007年の夏には『動物チラリズム』というタイトルの写真集をソニーマガジンズ、2008年の春には同名のDVDがJVCエンタテインメントから相次いで発売。写真集については、2010年に毎日新聞社主催の「第78回毎日広告デザイン賞」で奨励賞を受賞している。

## 定期的に出演しているラジオ番組
- やきそばかおるのラジオコンシェルジュ（渋谷のラジオ）[8]
- ラジ和尚・長谷雄蓮華のちょっと、かけこまナイト!（CBCラジオ）
  - 19時台の冠コーナー「やきそばかおるの今日もラジオです」に電話で出演[9]。
- KRY Morning Up（山口放送）
  - 出身地の山陽小野田市が放送対象地域内にある縁で、毎月第4金曜日の9時台前半に電話で出演。
- 第3回ラジオナイトサミット（2019年8月24日、SBSラジオ）[10]※以降も出演している。

以下はいずれも福島暢啓（毎日放送アナウンサー）の冠番組で、MBSラジオから放送。
- 次は〜新福島!シリーズ
  - 2018年度に放送された『次は〜新福島! 第2章=めばえ=』から、火曜日に編成される冠コーナー（2019年度まで「やきそばかおるの全国ラジオキコウ」→2020年度のみ「やきそばかおるの冬季集中ラジオ講座」）に電話で出演。
- 福島のぶひろの、金曜でいいんじゃない?
  - 2020年5月15日から2022年9月まで、「ラジオ博愛主義　やきそばかおるのラジオ旅、上機嫌。」（月に1回放送される冠コーナー）にレギュラーで出演。このコーナーが「週末ですよ～!」というタイトルで再編された2022年10月以降は、不定期での出演に移行している。
- 石井亮次と福島暢啓のフダンギダンギ。

## テレビ出演
- はなまるマーケット（TBS）
- モーニングバード（テレビ朝日）
- 新型学問 はまる!ツボ学（日本テレビ）
- SUPER SURPRISE（日本テレビ）
- 知的1級河川 バカの河（フジテレビ）
- SmaSTATION!!（テレビ朝日）
- 新知識階級 クマグス（TBS）
- めざにゅ〜（フジテレビ）
- 未来観測 つながるテレビ@ヒューマン（NHK総合テレビ）
- 5時に夢中!（MXテレビ）
- うぇぶたま（テレビ東京）
- 白黒アンジャッシュ（チバテレ）
- あさイチ（NHK総合テレビ）

## 新聞、雑誌掲載
- 日経エンタテインメント!（日本経済新聞社）「モノナビ」
- じゃらん（リクルートライフスタイル）
- MISTY（実業之日本社）
- OZmagazine（スターツ出版）
- カメラ日和（プログレス）
- サイゾー（サイゾー）
- フリーペーパー「buzzlog」
- an・an（マガジンハウス）
- 四季の写真（学研プラス）
- REBOOT「やきそばかおるが捉えた決定的瞬間」
- 週刊プレイボーイ（集英社）
- Yahoo! Internet Guide（SBクリエイティブ）「今、読みたいブログはこれだ!」
- テレビブロス（東京ニュース通信社）「小さな動物園特集：ブロス版　動物チラリズム」
- 日刊ゲンダイ（株式会社日刊現代）
- 産経新聞（産業経済新聞社）
- 朝日新聞・関西版（朝日新聞社）
- 日本経済新聞（日本経済新聞社）「おすすめ動物園」「動物園記事監修」

## 共著書
- 「必聴ラジオ100」（三才ブックス、2020年1月16日初版刊行、ISBN 978-4866731759） - 上野準（写真家）、河野虎太郎（放送作家）、豊田拓臣（元『ラジオライフ』編集者）、斉藤貴志（元『weekly oricon』『De☆View』編集者）、梅田廉介（三才ブックス刊行の季刊誌『ラジオ番組表』編集長）と共同で執筆した書籍で、自身の担当分では『次は～新福島!』や『あどりぶラヂオ』（ラジオの生放送で初めてパーソナリティを務めたMBSラジオの深夜番組）などを「今聴くべきラジオ番組」に認定。
- 「必聴ラジオ2021」（三才ブックス、2020年12月17日初版刊行、ISBN 978-4866732343） - 上野準、河野虎太郎、豊田拓臣、梅田廉介、大村綾人（放送作家）、佐々木智之、金田恒夫（いずれもラジオディレクター）、兵庫慎司、天谷窓大、野村佑太（いずれもフリーライター）と共同で執筆した書籍で、自身の担当分では『福島のぶひろの、金曜でいいんじゃない?』や、執筆前にゲストでの出演を経験していた『笑福亭鶴瓶　日曜日のそれ』（ニッポン放送）などを「今聴くべきラジオ番組」に認定。

## WEB
- オンリーフリーペーパーTV
- Yahoo! JAPAN「動物園・水族館特集：やきそばかおる・動物チラリズムの世界」やきそばかおる・動物チラリズムの世界
- ブログマーケジン「動物チラリズムインタビュー」
- デイリーポータルZ「動物チラリズムに一日弟子入り」
- スゴブロ「賢者の五択」
- 熱中生活ホビーホビー
- 日経トレンディwebにて動物園特集を監修
- otoCoto「ラジオのかくし味」[1]

## イベント、トークライブ
- 新宿ネイキッドロフト3周年イベント　ゲスト出演（2007・10）
- @nifty東京カルチャーカルチャー（お台場）
  - 「やきそばかおるの!動物チラリズムが気になるじゃないか」初単独イベント（2007・11）
  - 「ツイッターイベント」ゲスト（2010・6）
  - トークイベント「動物園図鑑」（2010・9）

## エピソード
焼きそばが大好物で、オタフクソースでアルバイトをしていた。
高田純次のファンで、「高田純次発言集」を制作。日本テレビ『新型学問 はまる!ツボ学』では高田純次学の教授として出演を果たす。
かつて『ものまね紅白歌合戦』（フジテレビ）等の番組でアシスタントディレクターを務めていた。
多数のラジオ番組へコーナーレギュラーやゲストで出演しているが、パーソナリティを単独で務めた番組は少なく、生放送番組では2019年10月22日（火曜日）未明放送分の『あどりぶラヂオ』で初めて担当した。
ゲストに招かれているラジオ番組のスタジオへ行けない場合には、Zoomなどを活用したリモート出演ではなく、電話出演で対応している。その一方で、2024年2月19日（月曜日）の『あさイチ』（NHK総合テレビ）で「実はいま人気『音声メディア』～耳よりな“ラジオ”の話」という特集が生放送で組まれた際には、「ラジオコラムニスト」という肩書でスタジオに登場した。

## 連載
- 雑誌「テレビブロス」
  - 元気いっぱい!ブルドッグのおめかし（2007.9 - ）吐きだせ!オッサン化炭素
- 学窓社サイト
  - 「やきそばかおるの動物園そぞろ歩き」（2009.1 - ）

## インターネット番組
- 週刊ラジオ情報センター（TwitCasting、2016年）

## その他
- 平成ラヂオバラエティごぜん様さま
  - RCCラジオ2022年11月18日横山雄二夏休み代打パーソナリティ